# Steady As A Rock
Steady As A Rock magyar színekben, középtávon versenyző galopp mén ló. 2008-ban és 2009-ben Az év galopp lova cím birtokosa.

## Pályafutás
Későn, négyéves korára beérő ló. 2008 júliusában a Bucceneer-díj megnyerésével indult, már-már megismételhetetlen sikersorozata. A középtávon, a Kincsem Parkban legyőzhetetlen mén azóta kilenc alkalommal diadalmaskodott. 2009-ben Pozsonyban kétszer is elsőként érkezett a célba. 2009 őszén Milánóban is rajthoz állt. Itt az erős mezőnyben az ötödik helyen végzett, „mentségére legyen mondva”, hogy a szervezők az utolsó pillanatban változtattak a kiíráson és egyenes pályán rendezték meg a versenyt.
A felújított Kincsem parki pályán három távon is csúcstartó:
- 1400 méter gyep, 1:22,0 (62 kg)
- 1600 méter gyep, 1:34,3 (63 kg)
- 1800 méter gyep, 1:47,6 (62,5 kg)

Néhány éve vezették be – mindkét szakágban – a lovak pontversenyét. Steady As A Rock volt az első duplázó ló, esélye van a triplázásra is. 2009-ben is nagy fölénnyel diadalmaskodott. A külföldi versenyek mellett, két hazai Gd-1-es futamra kell időt szakítania és persze győznie is azokon. A triplázással megerősíthette volna helyét a magyar galopp legendás lovai között.
2010. július 18-án a pozsonyi futamon lesérült (szezám-csont törés). A sikeres műtét ellenére a versenyzéstől visszavonultatták. A jövőben fedező ménként szolgálja a magyar lovassportot.

## Kép és hang
- Győzelmek, győzelmek...